# Prokris (córka Tespiosa)
Prokris (gr.  Πρόκρις; trb. Aglaḯa) – w mitologii greckiej najstarsza z Tespiad -  pięćdziesięciu córek herosa i króla Tespies, beockiego miasta, Tespiosa i jego żony, Megamede, córki Arneusa. 
Tespiady były najpiękniejszymi i najweselszymi pannami w Tespiach, dlatego król obawiał się, że znajdą sobie nieodpowiednich mężów. W tym czasie do jego królestwa przybył Herakles, aby zabić lwa z Kitajronu, który siał spustoszenie w stadach owiec Tespisa i jego sąsiada Amfitriona. Zaofiarował mu swój pałac na czas polowania i postanowił, że każda z córek będzie miała z nim dziecko. Prokris urodziła Heraklesowi dwóch synów: Antileona i Hippeusa.